# مقاطعة كرواتيا
مقاطعة كرواتيا ( بالتركية العثمانية : vilâyet-i Hırvat) كانت كيانًا حدوديًا مؤقتًا في دالماتيا في القرن السادس عشر وعاصمتها سيني في كرواتيا . بعد فترة وجيزة من استيلاء الدولة العثمانية على المناطق النائية في دالماتيا وليكا من جمهورية البندقية في عام 1520، نظمها العثمانيون ككيان حدودي وأطلقوا عليها اسم "المقاطعة الكرواتية". وكانت الحدود الجنوبية لهذه المحافظة هي نهر جيتينا والحدود الشمالية الغربية هي نهر ليكا في كرواتيا وزارمانجا. وشملت هذه المنطقة أيضًا المنطقة المحيطة بنهر كاركا. كانت المنطقة تدار إداريًا باعتبارها مقاطعة كرواتيا، تابعة لسنجق البوسنة، وتم إدراجها على هذا النحو في قائمة جردها لسنة 1530.

## أنظر أيضا
- رستم باشا
- أوكرانيا العثمانية
- إيالة الجزائر
- ولاية الحجاز